# Emanuela Salopek
Emanuela Salopek (ur. 18 kwietnia 1987) – chorwacka koszykarka, reprezentantka kraju, uczestniczka Igrzysk Olimpijskich w Londynie.